# Dolní Bukovsko
Dolní Bukovsko, bis 1924 Bukovsko (deutsch Unter Bukowsko, früher Bukowsko) ist eine Minderstadt in Tschechien. Sie liegt neun Kilometer westlich von Veselí nad Lužnicí in Südböhmen und gehört zum Okres České Budějovice.

## Geographie

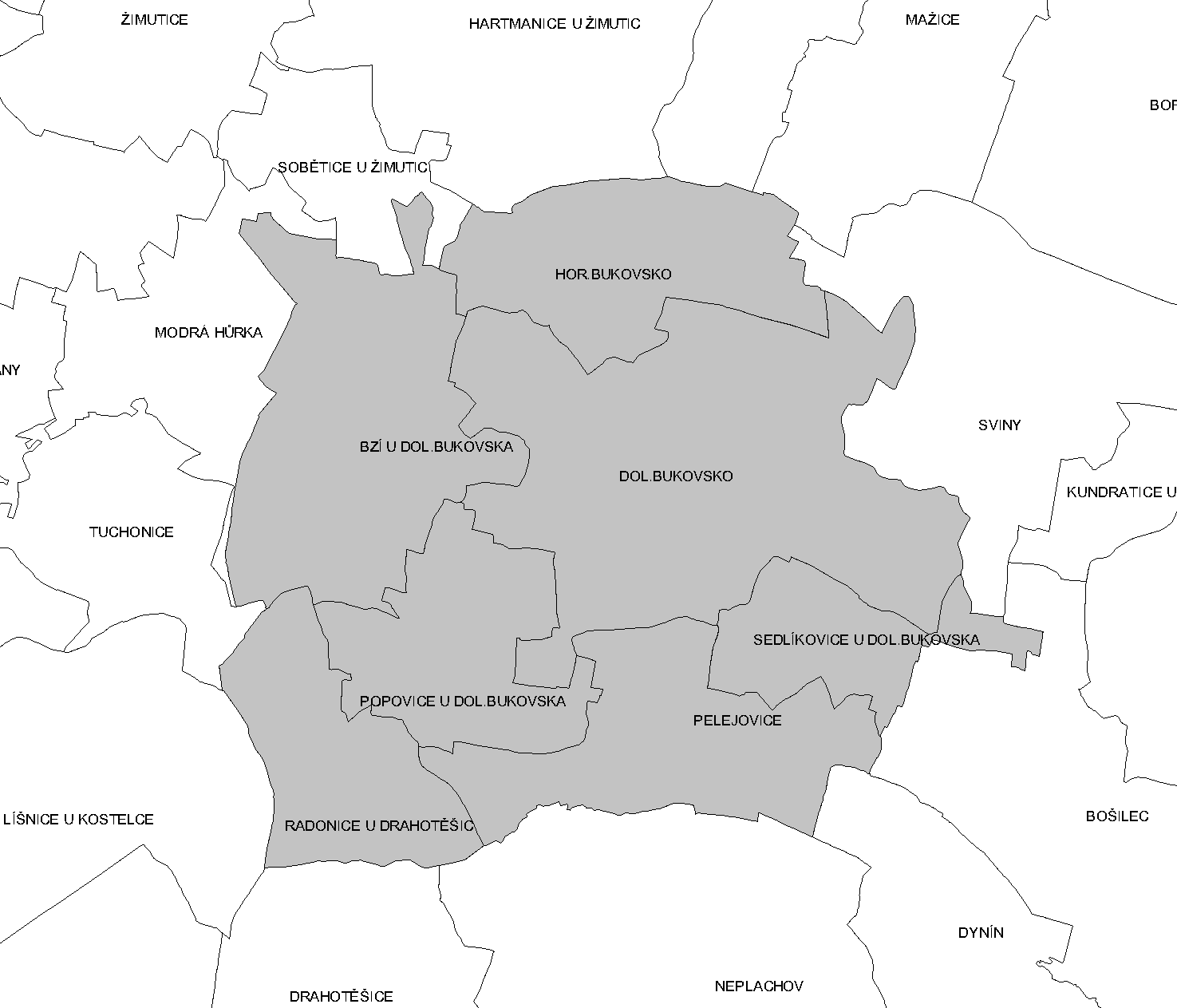
Katasterplan

Dolní Bukovsko befindet sich beiderseits des Baches Bukovský potok im Landstrich Pšeničná Blata am Abfall der Lischauer Schwelle zum Wittingauer Becken. Südwestlich erhebt sich der Hügel U Doktorova lomu (564 m). Gegen Südosten liegen die großen Fischteiche Horusický rybník und Bošilecký rybník. Durch den Ort führt die Straße II/147 zwischen Týn nad Vltavou und Veselí nad Lužnicí.
Nachbarorte sind Horní Bukovsko und Zálší im Norden, Mažice, Borkovice und Sviny im Nordosten, Kundratice, Horusice und Sedlíkovice im Osten, Bošilec, Pelejovice und Dynín im Südosten, Neplachov, Ševětín und Drahotěšice im Süden, Popovice, Hvozdno, Jedrloty, U Zemanů, Bažil und Budáček im Südwesten, Tuchonice, Nový Dvůr, Ve Smrčí, Pořežany und Pořežánky im Westen sowie Modrá Hůrka, Bzí, Dubové Mlýny, Sobětice und V Chalupách im Nordwesten.

## Geschichte
Dolní Bukovsko wurde wahrscheinlich in der Mitte des 13. Jahrhunderts unter König Ottokar II. Přemysl als Feste mit Marktsiedlung an der Kreuzung zweier Handelswege angelegt. Die erste schriftliche Erwähnung des Städtchens Bukowsko erfolgte am 10. Oktober 1323 in einer Urkunde König Johann von Luxemburgs über einen Gütertausch der böhmischen Krone mit Peter I. von Rosenberg. Der König erhielt dabei zur Abrundung seiner Herrschaft Bechyně die Dörfer Radětice, Hvožďany und Křída; im Gegenzug trat er Bukowsko mit den Dörfern Neplachov und Drahotěšice an Peter von Rosenberg ab. Der älteste schriftliche Nachweis über die Feste findet sich in einer Urkunde Karls IV. aus dem Jahre 1349 über die Herabsetzung der königlichen Abgaben von den Güter der Söhne Peter von Rosenbergs. In Bukovsko befand sich eine herrschaftliche Mauteinnahme, für die 1382 ein eigener Tarif festgelegt wurde. 1404 wurde mit Přibík von Žimutice letztmals ein Burggraf von Bukovsko erwähnt. Im 15. Jahrhundert – wahrscheinlich während der Hussitenkriege – erlosch die Feste Bukovsko.
Ulrich II. von Rosenberg schloss 1435 die 16 Dörfer umfassende Herrschaft Bukovsko an die Herrschaft Wittingau an. Im Jahre 1511 erteilte Peter IV. von Rosenberg dem Städtchen das freie Heimfallrecht innerhalb der Herrschaft. Wilhelm von Rosenberg verlieh Bukovsko 1555 das Braurecht und das Privileg zur Abhaltung von drei Jahrmärkten. Nachdem Peter Wok von Rosenberg in Lomnitz eine herrschaftliche Brauerei errichtet hatte, entzog er Bukovsko 1599 das Braurecht und unterwarf das Städtchen dem Lomnitzer Bierzwang. Als Ausgleich für das verlorene Privileg stellte er Bukovsko zeitweilig von allen Frondiensten frei, diese Befreiung wurde 1612 durch Johann Georg von Schwanberg auf ewige Zeiten verlängert.
Zu Beginn des Dreißigjährigen Krieges wurde Bukovsko im Jahre 1619 geplündert. Nach der Schlacht am Weißen Berge wurden die Güter Peter von Schwanbergs wegen seiner Beteiligung am Ständeaufstand von 1618 konfisziert und fielen den Habsburgern zu, die die Herrschaft Wittingau 1637 an den polnischen König Władysław IV. Wasa verpfändeten. Nach der Rekatholisierung blieb die Pfarrstelle wegen des Mangels an katholischen Geistlichen lange Zeit vakant und wurde wechselseitig von den Pfarrern in Soběslav und Veselí verwaltet. Noch 1661 waren die Folgen des Krieges spürbar, elf der 47 Anwesen lagen wüst. Erzherzog Leopold Wilhelm von Österreich trat 1660 die Herrschaft Wittingau an Johann Adolf I. von Schwarzenberg ab. Dieser schloss 1676 die Güter Bzí, Žimutice und Bukovsko zu einem Gut Bzí zusammen. Ferdinand Wilhelm Eusebius Fürst von Schwarzenberg ließ 1703 in Bukovsko eine Filiale der Pfarre Bošilec errichten. Im 18. Jahrhundert wirkte an der Kirche die St. Barbara-Bruderschaft vom guten Tod, die einen eigenen der hl. Barbara geweihten Altar errichtete. Im Jahre 1706 gründete sich eine gemeinschaftliche Zunft des örtlichen Handwerks. Die wöchentlichen Viehmärkte, zu denen nicht nur Metzger aus der ganzen Region, sondern auch aus Bayern anreisten, und die Jahrmärkte zu St. Adalbert, Maria Magdalena und Gallus verschafften dem Städtchen Wohlstand. Im Theresianischen Kataster von 1754 sind für Bukovsko 60 Bauernwirtschaften ausgewiesen. Kaiser Joseph II. bestätigte Bukovsko 1784 das Privileg für die drei Jahrmärkte. Im Jahre 1785 übernahm der Religionsfonds die Lokalie.
1825 ließ die Gemeinde eine Schule errichten. Im Jahre 1840 bestand der untertänige Markt Unter Bukowsko/Dolnj Bukowsko, der für gewöhnlich nur Bukowsko genannt wurde, aus 137 Häusern mit 876 Einwohnern. Im Ort bestanden eine gemeindliche Schule, ein Rathaus und die unter dem Patronat des Religionsfonds stehende Lokalkirche. Unter Bukowsko hatte einen Marktrichter und einen geprüften Grundbuchführer. Der Markt war Pfarrort für Popowitz (Popovice), Pellegitz (Pelejovice) und Zwozna (Hvozdno). Bis zur Mitte des 19. Jahrhunderts blieb Bukowsko immer dem an die Herrschaft Wittingau angeschlossenen Gut Bzy zugehörig, war jedoch von den Fronleistungen befreit.
Nach der Aufhebung der Patrimonialherrschaften bildete Bukovsko/Bukowsko ab 1850 eine Marktgemeinde in der Bezirkshauptmannschaft Třeboň/Wittingau und dem Gerichtsbezirk Lomnice nad Lužnicí. Die Lokalie wurde 1856 zur Pfarrkirche erhoben. 1859 schlossen sich nach der Auflösung der Zunft 31 selbständige Handwerker zu einer Innung zusammen. Im Jahre 1862 hatte Bukovsko 1246 Einwohner. Im Jahre 1870 erhielt Bukovsko das Recht zur Abhaltung von fünf Jahrmärkten. Seit den 1870er Jahren verbreitete sich von Žirovnice aus das Knopflerhandwerk; anstelle der Heimweberei erfolgte in Heimarbeit die Fertigung von Perlmuttknöpfen, jedoch blieben die dadurch erhofften Zuverdienste deutlich unter den Erwartungen, so dass die Knopflerei bald wieder eingestellt wurde. 1876 erfolgte die Gründung der Ziegelei. Die Freiwillige Feuerwehr bildete sich 1882. Das alte Pfarrhaus wurde im Jahre 1900 wegen Baufälligkeit abgetragen und durch einen Neubau ersetzt. Zu Beginn des 20. Jahrhunderts entstanden eine Strickhandschuhfabrik und ein Dampfsägewerk. 1910 lebten in Bukovsko / Bukowsko 1266 Einwohner, darunter waren 1262 Tschechen. Nachdem der Besitzer der Handschuhfabrik im Ersten Weltkrieg gefallen war, erlosch das Unternehmen. Der amtliche Ortsname Dolní Bukovsko wurde 1924 eingeführt. Auf der Insel im Teich Obecní rybník wurden im Jahre 1942 Überreste der erloschenen Feste aufgefunden, dort hat sich auch der Flurname V Hradu erhalten. Das Sägewerk stellte 1949 den Betrieb ein. Nach der Aufhebung des Okres Třeboň wurde Dolní Bukovsko 1948 Teil des Okres Týn nad Vltavou. Dieser wurde 1961 wieder aufgelöst und der Ort dem Okres České Budějovice zugeordnet. Zu Beginn des Jahres 1963 wurden Pelejovice, Popovice (mit Hvozdno) und Sedlíkovice eingemeindet. Am 1. Juli 1975 erfolgte die Eingemeindung von Bzí, Horní Bukovsko, Radonice. Seit 1997 führt Dolní Bukovsko ein Banner, das an das historische Ortswappen angelehnt ist; die rote Wittigonenrose auf weißem Feld wird darin von vier grünen Buchenblättern flankiert. Der nach 1948 verlorengegangene Status eines Městys wurde am 12. April 2007 erneuert.

## Gemeindegliederung
Für die Minderstadt Dolní Bukovsko besteht aus den Ortsteilen Bzí (Bzy), Dolní Bukovsko (Unter Bukowsko), Horní Bukovsko (Ober Bukowsko), Hvozdno (Hwosdno), Pelejovice (Pelejowitz), Popovice (Popowitz), Radonice (Radonitz) und Sedlíkovice (Sedlikowitz).
Mit Ausnahme von Hvozdno, das zum Kataster von Popovice gehört, bilden die anderen Ortsteile zugleich auch Katastralbezirke.

## Bevölkerungsentwicklung
| Jahr      | 1869 | 1880 | 1890 | 1900 | 1910 | 1921 | 1930 | 1950 | 1961 | 1970 | 1980 | 1991 | 2001 | 2011 | 2021 |
| --------- | ---- | ---- | ---- | ---- | ---- | ---- | ---- | ---- | ---- | ---- | ---- | ---- | ---- | ---- | ---- |
| Einwohner | 2833 | 2694 | 2518 | 2499 | 2499 | 2500 | 2312 | 1833 | 1801 | 1592 | 1567 | 1503 | 1426 | 1572 | 1663 |

## Sehenswürdigkeiten

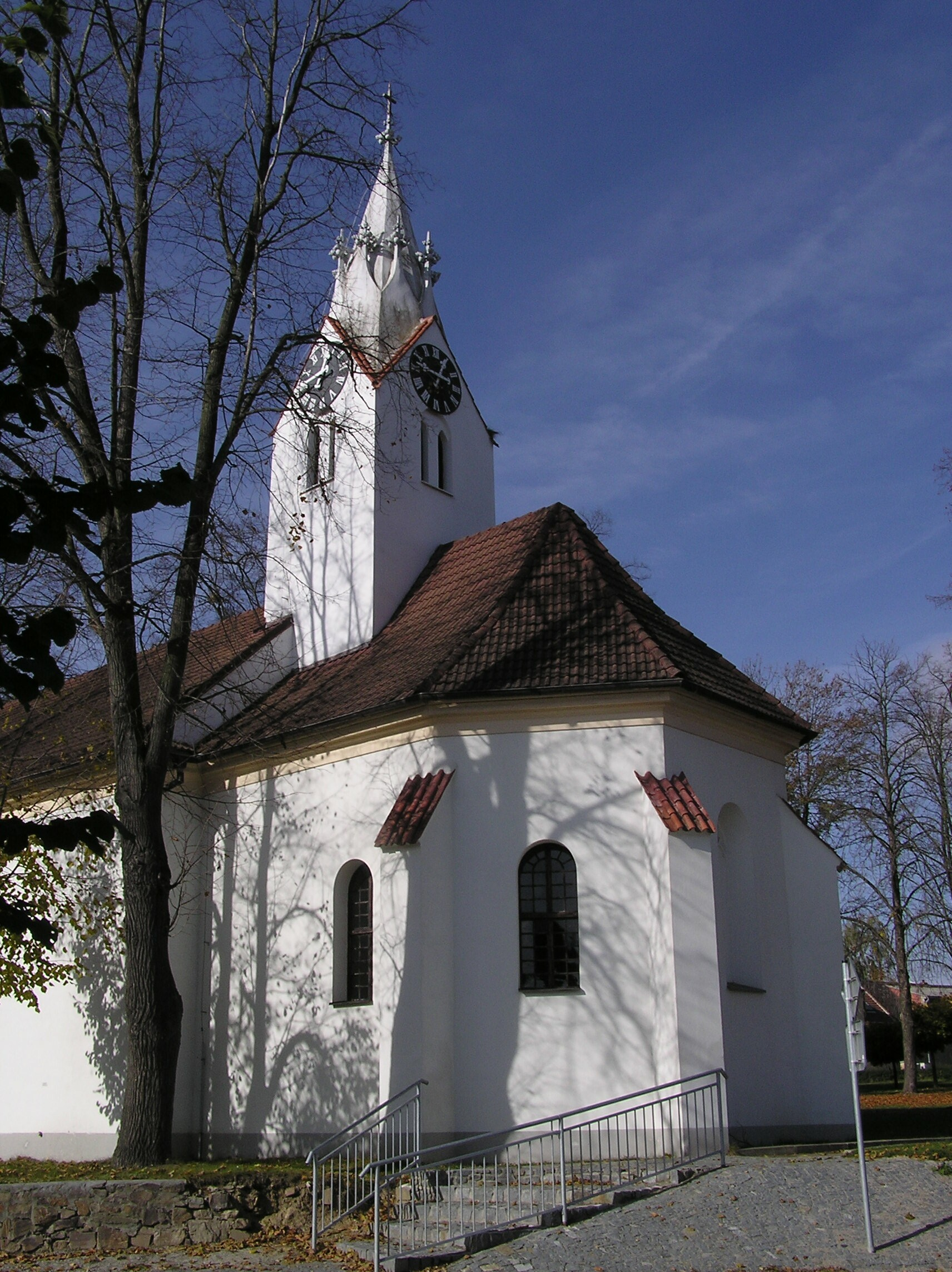
Kirche Mariä Geburt

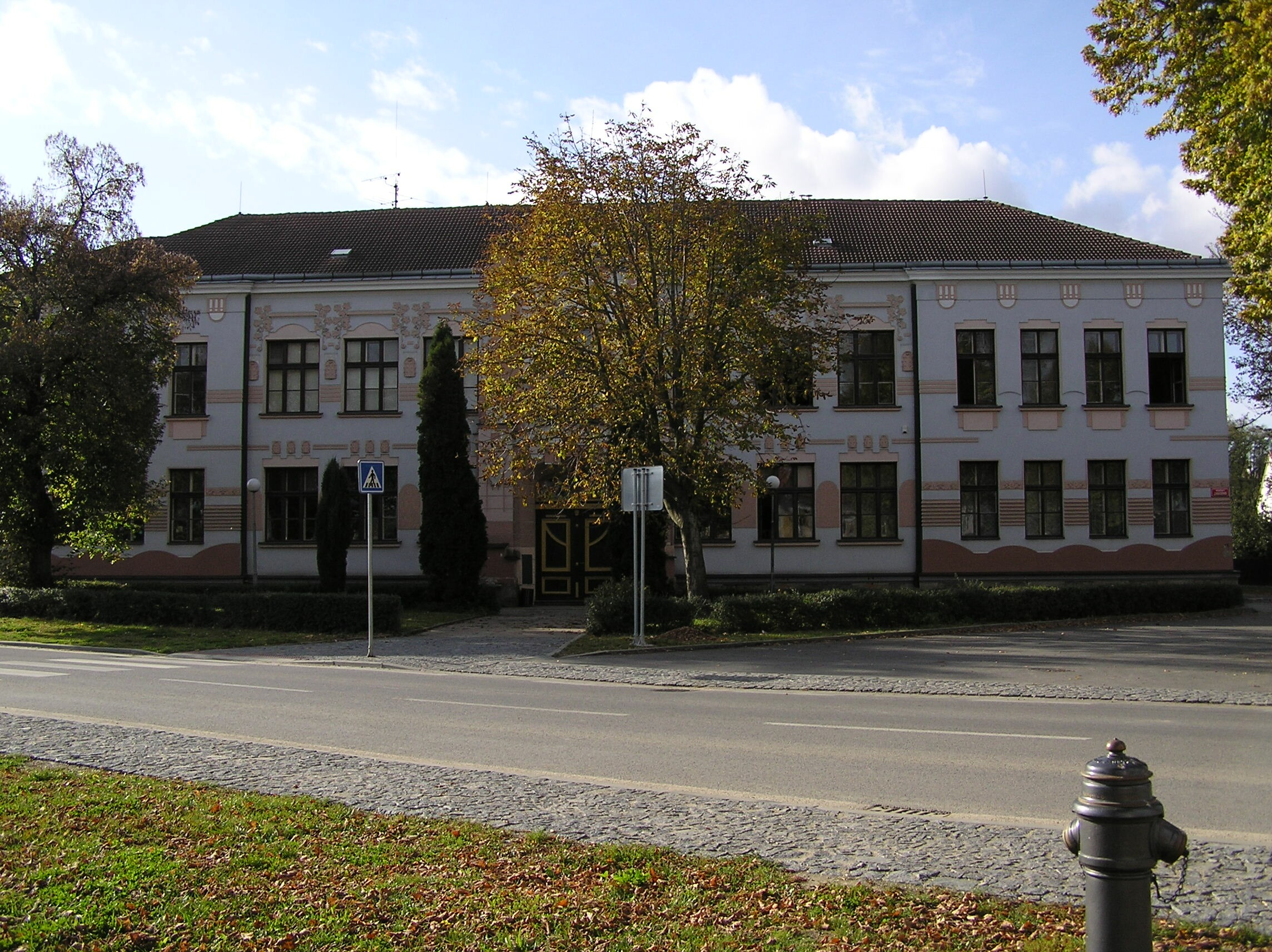
Schule

- Frühgotische Pfarrkirche Mariä Geburt, sie entstand um 1280. In der Kirche sind gotische Fresken aus der Zeit von 1320 bis 1350 erhalten. Zwischen 1853 und 1855 wurde das Kirchenschiff um die Hälfte verlängert und im Jahre 1861 der Turm angebaut.
- Nischenkapelle mit Statue des hl. Johannes von Nepomuk, erbaut im 18. Jahrhundert
- alter Teil des Rathauses, errichtet 1824
- Schule, errichtet 1906 im Sezessionsstil
- Kirche des hl. Stephan in Horní Bukovsko, sie entstand um 1300 und wurde 1670 barock umgestaltet.
- Gehöfte im Blatastil des südböhmischen Bauernbarock in Sedlíkovice und Pelejovice